# Vișniovca
Vişniovca (ryska: Вишневка) är en ort i Moldavien. Den ligger i distriktet Cantemir, i den södra delen av landet. Vişniovca ligger 116 meter över havet och antalet invånare är 1 800.
Terrängen runt Vişniovca är platt österut, men västerut är den kuperad. Trakten runt Vişniovca består till största delen av jordbruksmark.